# Çenger
Çenger ist ein Dorf des Landkreises Manavgat und liegt in der türkischen Provinz Antalya. Çenger liegt etwa 21 km südöstlich des Landkreises und 98 km südöstlich der Provinzhauptstadt. 2022 hatte Çenger 917 Einwohner.